# 6364 Казаріні
6364 Казаріні (6364 Casarini) — астероїд головного поясу, відкритий 5 березня 1981 року.
Тіссеранів параметр щодо Юпітера — 3,281.